# Hovede
Hovede er en dansk animationsfilm fra 1994 med instruktion og manuskript af Maria Hagerup.

## Handling
Animeret maleri - akryl på lærred. Et ansigt forvandler sig stadigt til nye former og gennemgår forskellige stemninger.